# Bob le majordome
Bob le majordome (Bob the Butler) est un téléfilm américain réalisé par Gary Sinyor, et diffusé en 2005.

## Fiche technique
- Titre original : Bob the Butler
- Titre : Bob le majordome
- Réalisation : Gary Sinyor
- Scénario : Steven Manners et Jane Walker Wood
- Photographie : Jason Lehel
- Musique : David A. Hughes
- Durée : 87 min
- Pays :  États-Unis

## Distribution
- Tom Green (V.Q. : François Sasseville) : Bob Tree
- Brooke Shields (V.Q. : Anne Bédard) : Anne Jamieson
- Genevieve Buechner (V.Q. : Sarah-Jeanne Labrosse) : Tess Jamieson
- Benjamin Smith (V.Q. : Léo Caron) : Bates Jamieson
- Nicole Potvin : Morgan
- Rob LaBelle (V.Q. : Silvio Orvieto) : Jacques
- Valerie Tian : Sophie
- Simon Callow (V.Q. : Pierre Chagnon) : Mr. Butler
- Iris Graham : Mama Clara
- Julia Arkos : Judith
- Kevin McNulty : Tardy Man
- Jonathan Ndukwe : Stuart

Source et légende : Version québécoise (V.Q.) sur Doublage Québec.